# ريتا أكرمان
ريتا أكرمان (بالمجرية: Ackermann Rita)‏ هي رسامة أمريكية مجرية التولد، ولدت في 19 أبريل 1968 في بودابست في المجر. اشتهرت بلوحاتها التجريدية التي تصور أشكالًا بشرية، إلى جانب تركيزها على موضوعات التجسيم والأنوثة. تستكشف أعمالها، التي غالبًا ما تُصوّر نساءً وتُشير إلى الحكايات الخرافية، الفروق في لامبالاة الشباب بأسلوبٍ فريدٍ ومُعبّر في الرسم. تعيش في مدينة نيويورك.

## نشأتها
وُلدت أكرمان في العاصمة المجرية بودابست. درست أكرمان في الجامعة المجرية للفنون الجميلة خلال الفترة من عام 1989 حتى عام 1992، درست الرسم إلى جانب الرسام المجري كارولي كليمو. انتقلت أكرمان إلى مدينة نيويورك سنة 1992 للدراسة في كلية إستوديو نيويورك للرسم والتلوين والنحت من خلال مؤسسة عائلة هانز. وعند وصولها إلى نيويورك، غيّرت الفنانة، التي كانت تُعرف في الأصل باسم "ريتا باكوس"، اسمها إلى "ريتا أكرمان"، وهو اسم عائلة جدتها قبل الزواج.